# Lijst van attracties in Phantasialand
Deze pagina geeft een lijst met (voormalige) attracties in het Duitse attractiepark Phantasialand weer.

## Huidige attracties

### Achtbanen
| Naam                         | Soort                                      | Bouwer               | Model                   | Afbeelding |
| ---------------------------- | ------------------------------------------ | -------------------- | ----------------------- | ---------- |
| Black Mamba                  | Omgekeerde stalen achtbaan                 | Bolliger & Mabillard | Custom Inverted Coaster |            |
| Colorado Adventure           | Stalen mijntreinachtbaan                   | Vekoma               | Custom MK-900 M         |            |
| F.L.Y.                       | Stalen lanceerachtbaan, vliegende achtbaan | Vekoma               |                         |            |
| Raik                         | Stalen junior-shuttle-achtbaan             | Vekoma               | Family Boomerang        |            |
| Taron                        | Stalen lanceerachtbaan                     | Intamin AG           | Custom Blitz Coaster    |            |
| Crazy Bats                   | Overdekte achtbaan                         | Vekoma               | Custom MK-900           |            |
| Winja's Fear & Winja's Force | Indoor draaiende achtbanen                 | Maurer AG            | SC3000 Spinning Coaster |            |

### Waterattracties
| Naam        | Attractietype     | Bouwer             | Afbeelding |
| ----------- | ----------------- | ------------------ | ---------- |
| Chiapas     | Boomstamattractie | Intamin AG         |            |
| River Quest | Rapid river       | Hafema             |            |
| Wakobato    | Splash battle     | Preston & Barbieri |            |

### Overige
| Naam                             | Attractietype   | Bouwer                | Afbeelding |
| -------------------------------- | --------------- | --------------------- | ---------- |
| Pferdekarussell                  | Draaimolen      |                       |            |
| Bolles Riesenrad                 | Reuzenrad       | Preston & Barbieri    |            |
| Deep in Africa - Adventure Trail | Walkthrough     |                       |            |
| Das verrückte Hotel Tartüff      | Cakewalk        | Gosetto               |            |
| Der lustige Papagei              | Vliegend tapijt | Zamperla              |            |
| Feng Ju Palace                   | Madhouse        | Vekoma                |            |
| Mystery Castle                   | Vrije val       | Intamin AG            |            |
| Pirates 4D                       | 4D-film         |                       |            |
| Talocan                          | Topspin         | HUSS Park Attractions |            |
| Tikal                            | Vrije val       | Zierer                |            |
| Tittle Tattle Tree               | Paratower       | Vekoma                |            |
| Wellenflug                       | Zweefmolen      | Zierer                |            |
| Wirtls Taubenturm                | Toren           | Sunkid Heege          |            |
| Wolkes Luftpost                  | Spin 'n puke    | Zamperla              |            |
| Würmling Express                 | Monorail        | Preston & Barbieri    |            |

## Voormalige attracties
| Naam                                 | Opening | Sluiting        | Attractietype           | Bouwer                | Afbeelding |
| ------------------------------------ | ------- | --------------- | ----------------------- | --------------------- | ---------- |
| Condor                               | 1986    | 2006            | Condor                  | HUSS Park Attractions |            |
| Gebirgsbahn                          | 1976    | 1 mei 2001      | Stalen achtbaan         | Schwarzkopf GmbH      |            |
| Gondelbahn 1001 Nacht                | 1970    | 2 november 2009 | Hangende darkride       | Schwarzkopf GmbH      |            |
| Grand Canyon Bahn                    | 1978    | 1 mei 2001      | Gemotoriseerde achtbaan | Schwarzkopf GmbH      |            |
| Hollywood Tour                       | 1990    | 2020            | Dark water ride         | Intamin AG            |            |
| Märchenwald                          | 1967    | 2007            | Walkthrough             |                       |            |
| Phantasialand Jet                    | 1974    | 2008            | monorail                | Schwarzkopf GmbH      |            |
| Race for Atlantis (Voorheen: Galaxy) | 1994    | 2016            | Simulator               | Simtec Systems        |            |
| Silbermine                           | 1984    | 2014            | Darkride                | Schwarzkopf GmbH      |            |
| Walzertraum                          | 1993    | 2 november 2009 | Rondvaart               | Mack Rides            |            |
| Wikinger Bootsbahn                   | 1979    | 1999            | Rondvaart               |                       |            |
| Wildwasswebahn                       | 1974    | 1992            | Boomstamattractie       | Mack Rides            |            |
| Stonewash Creek / Wildwash Creek     | 1992    | 2011            | Boomstamattractie       | Mack Rides            |            |

Lijst van attracties in Phantasialand · Quick Pass · afbeeldingen